# 聯合國安全理事會第83號決議
《聯合國安理會83號決議》是1950年6月27日在聯合國安全理事會第474次會議通過的。安理會斷定北朝鮮軍隊對大韓民國的攻擊對和平構成威脅，這項決議呼籲北朝鲜當局立刻停火，並將其武裝部隊撤退至北緯38度線。安理會同時亦知悉聯合國韓國問題委員會的報告，當中提及北朝鲜並未遵守联合国安理会第82号决议，需要緊急軍事手段方能恢復國際和平與安全。安理會呼籲“聯合國會員給予大韓民國以擊退武裝攻擊及恢復該區內國際和平所需之援助”。
南斯拉夫社會主義聯邦共和國对该决议投了反對票，埃及與印度出席但不投票，蘇聯缺席投票（當時苏联主張中国在联合国的代表权问题，而自1950年以來一直抵制安理會，苏联认为中國在聯合國的席位由中華民國而非中華人民共和國中央人民政府持有是非法的，該國於1950年8月重新出席，蘇聯解體後內部檔案並稱這是斯大林的計畫）。最終，決議以7票對1票通過。

## 外部連結
- 83號決議全文 （页面存档备份，存于）

1. ↑  Stueck, William, , Lowe, Vaughan; Roberts, Adam; Welsh, Jennifer; Zaum, Dominik  (编), , Oxford University Press: 266, 2008, ISBN 978-0-19-953343-5